# Emil Bahrfeldt
Emil Bahrfeldt (Prenzlau, 1º gennaio 1850 – Berlino, 26 marzo 1929) è stato un numismatico e collezionista tedesco.

## Biografia
Bahfeldt, figlio di un fittavolo nella Uckermark e fratello del futuro generale numismatico Max Bahrfeldt, studiò inizialmente agronomia all'università di Halle e dal 1883 al 1922 lavorò a Berlino alla Gothaer Versicherungsbank. Nel 1888 ottenne il dottorato di ricerca all'Università di Tubinga.
Già da giovane ebbe un forte interesse per la numismatica, in particolare per la monetazione del Brandenburgo nel medio evo. Sulla base della catalogazione della collezione monetaria di Marienburg scrisse la storia monetaria di Danzica, Thorn ed Elbing. Bahrfeldt raccolse anche una sua importante collezione, che nel 1921 fu venduta all'asta.
Dal 1898 al 1928 pubblicò anche il Berliner Münzblätter, una rivista di numismatica. Dal 1902 fu il presidente della Numismatische Gesellschaft zu Berlin, che dal 1906 divenne la sezione numismatica della Gesamtverein der Deutschen Geschichts- und Altertumsvereine.

## Pubblicazioni
- Beschreibung der Münzen- und Medaillensammlung in der Marienburg. 7 Bände, 1901–1929.
- Das Münzwesen der Mark Brandenburg. 3 Bände, 1889–1913.
- Mittelaltermünzen. Ausgewählte Schriften 1881–1928. Auswahl und Einleitung von Bernd Kluge. Zentralantiquariat der DDR, Leipzig 1987 (Inhaltsverzeichnis, con biografia e Schriftenverzeichnis).